# Dante Micheli
Dante Micheli (né le 10 février 1939 à Mantoue, et mort le 10 juin 2012) est un footballeur italien.

## Biographie
Dante Micheli fut découvert par l'entraîneur Paolo Mazza alors qu'il jouait dans l'équipe locale du Sant'Egidio, et il connut le succès très jeune en participant à la promotion de l'équipe de Mantoue en série B sur une période de seulement trois ans. 
En 1959 il passa dans une équipe de série A, la Società Polisportiva Ars et Labor 1907, puis il fut transféré à la Fiorentina (ACF), où il ne restera que deux ans avant de retrouner à la SPAL. Lorsque cette dernière fut reléguée en série B, Micheli resta en série A grâce à son transfert vers l'U.S. Foggia, une équipe de la région des Pouilles. 
Après avoir passé trois championnats de titulaire dans les Pouilles, il retourna à Mantoue en 1968 et prit sa retraite de footballeur à 34 ans. 
Il commença ensuite une carrière de directeur sportif.